# Karin Nakagawa
Karin Nakagawa (japanisch 中川 かりん Nakagawa Karin; * 1979 in Ibaraki, Japan) ist eine japanische Musikerin; sie spielt das Saiteninstrument Koto und ist genreübergreifend hervorgetreten.

## Leben und Wirken
Nakagawa wuchs als Tochter einer Komponistin und eines Flötisten auf. Sie lernte bereits ab dem Alter von drei Jahren klassisches Klavier; ab dem Alter von zwölf Jahren erhielt sie Unterricht auf dem japanischen Saiteninstrument Koto bei Keiko Nosaka. Sie studierte an der Tōkyō Geijutsu Daigaku.
Seit 2009 trat sie häufig in Europa auf. Seit 2013 lebt sie in Deutschland. Sie ist an zwei kollaborativen Alben mit Lena Willemark und Anders Jormin beteiligt, die bei ECM Records erschienen; das Album Trees of Light verknüpfte Facetten von Volksmusik mit Kammermusik und frei improvisierter Musik und wurde 2016 mit einem schwedischen Grammis ausgezeichnet. Mit ihnen und der NDR Bigband trat sie 2022 bei Jazz Baltica auf. Gemeinsam mit dem Saxophonisten Hans Tutzer und Paolino Dalla Porta legte sie das Album Tamayura vor, für das sie auch komponierte. Werke von Claude Debussy interpretierte sie mit Günther Wehinger (Flöte), Urs Wiesner (Vibraphon) und Andre Buser (Bass). Sie ist weiterhin an Alben von Masae Ohno, Göran Månsson, Liquid Soul und Isildurs Bane/Peter Hammill beteiligt.

## Diskographische Hinweise
- Masami Nakagawa, Tomomi Tsujimoto, Karin [Nakagawa]: Magic Flute Tango (Camerata 2000)
- Lena Willemark, Anders Jormin, Karin Nakagawa: Trees of Light (ECM 2015; Bestenliste 3/2015 beim Preis der Deutschen Schallplattenkritik)
- Karin Nakagawa, Hans Tutzer & Paolino Dalla Porta: Tamayura (Losen 2018)
- Günther Wehinger, Karin Nakagawa, Urs Wiesner, Andre Buser: Debussy (Unit Records 2018)
- Anders Jormin, Lena Willemark, Karin Nakagawa, Jon Fält: Pasado en claro (ECM 2023)[3]